# Dasův kuban
Dasův kuban je karboxylátový komplex se vzorcem [CoO(OAc)py]4 (OAc = acetátový ligand, py = pyridin). Sloučeninu objevila skupina, kterou vedl Birinči K. Das; po něm je komplex pojmenován. Struktura molekuly je tvořena kubickými Co4O4 jádry, kobaltitá centra jsou nízkospinová a oktaedrická.
Sloučenina se připravuje smícháním kobaltnaté soli s octanem a pyridinem a následnou oxidací peroxidem vodíku.